# Dindos
Dindos (lit. Dindos) – dawny zaścianek na Litwie, w okręgu uciańskim, w rejonie ignalińskim, w gminie Ignalina.
Dawniej używane nazwy – Dyndy, Garbuny II.

## Historia
W czasach zaborów Garbuny 2, wieś rządowa w gminie Zabołocie, w powiecie święciańskim, w guberni wileńskiej Imperium Rosyjskiego. W 1866 roku miała 70 mieszkańców (w tym 8 Żydów) w 4 domach. W 1905 roku liczyła 78 mieszkańców, 130 dziesięcin.
W dwudziestoleciu międzywojennym wieś leżała w Polsce, w województwie wileńskim, w powiecie święciańskim, w gminie Kołtyniany.
W 1931 w 16 domach zamieszkiwało 79 osób.
Miejscowość należała do parafii rzymskokatolickiej w Połusze. Podlegała pod Sąd Grodzki w Święcianach i Okręgowy w Wilnie; właściwy urząd pocztowy mieścił się w Ignalinie.
Od 1945 roku w Litewskiej Socjalistycznej Republice Radzieckiej.
Od 1990 na niepodległej Litwie.